# Jaime Collins
Jaime Collins CSsR (ursprünglich James Collins, * 26. Februar 1921 in Moyvane, Irland; † 4. Oktober 2002 in Palmas, Brasilien) war ein irischer Ordensgeistlicher und römisch-katholischer Bischof von Miracema do Tocantins.

## Leben
Jaime Collins trat der Ordensgemeinschaft der Redemptoristen bei, legte am 8. September 1939 die Ordensgelübde ab und empfing am 3. September 1944 die Priesterweihe.
Papst Paul VI. ernannte ihn am 27. Oktober 1966 zum Prälaten von Miracema do Norte und am 15. August 1967 zum Titularbischof von Tetci. Der Erzbischof von Cashel und Emly, Thomas Morris, spendete ihm am 14. September desselben Jahres die Bischofsweihe; Mitkonsekratoren waren Donald J. Herlihy, Bischof von Ferns, und Henry Murphy, Bischof von Limerick.
Am 26. Mai 1978 verzichtete er im Zuge der neuen Vergaberichtlinien der römischen Kurie auf seinen Titularbischofssitz. Der Papst erhob am 17. September 1981 die Territorialprälatur zum Bistum und ernannte ihn zum ersten Bischof von Miracema do Norte. Papst Johannes Paul II. nahm am 14. Februar 1996 seinen altersbedingten Rücktritt an.